# Логан (фильм)
«Логан» (англ. Logan), также известен как «Логан: Росомаха» (англ. Logan: The Wolverine), «Росомаха 3» (англ. The Wolverine 3) и «Росомаха 3: Логан» (англ. The Wolverine 3: Logan)  — американский супергеройский фильм 2017 года с Хью Джекманом в главной роли. Это десятый фильм в серии фильмов о Людях Икс и третья и заключительная часть сольной трилогии «Росомаха» в рамках франшизы, вдохновлённый сюжетной линией «Old Man Logan» Марка Миллара и Стива МакНивена, рассказывает о старом Росомахе и чрезвычайно больном Чарльзе Ксавьере, которые защищают молодого мутанта по имени Лора от злодейских Расхитителей во главе с Дональдом Пирсом и Зандером Райсом. Фильм снят студиями 20th Century Fox, Marvel Entertainment, TSG Entertainment и The Donners’ Company и выпущен студией 20th Century Fox. Режиссёр — Джеймс Мэнголд, который написал сценарий в соавторе с Майклом Грином и Скоттом Фрэнком по сюжету Мэнголда. Помимо Джекмана, в фильме также снялись Патрик Стюарт, Ричард Э. Грант, Бойд Холбрук, Стивен Мерчант и Дафни Кин. Для Кин роль Лоры является дебютом в её карьере в кино. Мэнголд также был режиссёром предыдущей части трилогии — кинофильма «Росомаха: Бессмертный».
Действие фильма происходит в ближайшем будущем, с небольшими обновлениями технологий и социальной среды, и он был создан с тёмным и жестоким тоном, близким к вестерну, чем традиционный супергеройский жанр. Съёмки начались в Луизиане 2 мая 2016 года и завершились 13 августа 2016 года в Нью-Мексико. Места, используемые для фильма, были в основном в Луизиане, Нью-Мексико и Миссисипи.
Премьера фильма состоялась 17 февраля 2017 года на 67-м Берлинском международном кинофестивале, 2 марта в России и 3 марта в США в стандартном формате и формате IMAX. Фильм получил признание критиков, похваливших его эмоциональную глубину, режиссуру Мэнголда, экшен-сцены, сценарий, бескомпромиссный тон, тематическую глубину и выступления Джекмана, Кин и Стюарта. Он стал самым рецензируемым фильмом во франшизе «Люди Икс», многие критики назвали его одним из величайших супергеройских фильмов всех времён, и он был выбран Национальным советом кинокритиков США одним из десяти лучших фильмов 2017 года. На 90-й церемонии вручения премии «Оскар» он был номинирован за лучший адаптированный сценарий, став первым супергеройским фильмом, номинированным за сценарий. Он заработал 619,2 миллиона долларов по всему миру и на момент его выхода стал третьим кассовым фильмом с рейтингом R.
Фильм стал вторым из трёх по счёту фильмом киновселенной «Люди Икс» с ограничением R, а также первым фильмом про Росомаху с этим возрастным рейтингом.

## Сюжет
2029 год. Логан, чья регенерация почти не работает, проводит свои дни, зарабатывая деньги водителем лимузина. Он пытается собрать достаточно средств, чтобы купить яхту и уплыть в океан вместе с Чарльзом Ксавьером, страдающим болезнью мозга, которая вызывает телепатические приступы, опасные для окружающих. В Мексике за Ксавьером помогает ухаживать и сдерживать его способности другой мутант — Калибан, который обладает силой выслеживать мутантов, но который давно никого не чувствовал, потому что мутанты почти исчезли.
Логана находит медсестра Габриэла, бывшая работница корпорации Transigen. Она просит Росомаху сопроводить 11-летнего мутанта Лору в Северную Дакоту в место под названием Эдем, где, по её словам, скрываются мутанты. Когда тот неохотно соглашается, то находит женщину убитой бывшими работодателями во главе с начальником службы безопасности Дональдом Пирсом, который к тому же обнаружил секретное убежище Логана и Ксавьера. Росомахе, Лоре и Чарльзу удаётся скрыться от преследователей, но те захватывают Калибана, пытками заставляя указывать дорогу к беглецам.
На телефоне Габриэлы герои смотрят видео, где та раскрывает, что Transigen клонировала детей из ДНК мутантов, чтобы вырастить солдат-убийц. После провала попыток контроля детей корпорация закрывает этот проект в пользу нового — «Икс-24», а детей приказывает уничтожить. Медсёстры смогли спасти часть детей от смерти, помогли сбежать и переправить через границу в США. Логан узнаёт, что Лора, она же проект Икс-23, его «дочь» — клон женского пола, выращенный из генетического материала Логана и обладающий такими же адамантиевыми когтями.
Во время отдыха в отеле Оклахома-Сити Логан находит у Лоры комиксы о Людях Икс и понимает, что Габриэла узнала об Эдеме из этих комиксов. Он отказывается везти Лору ради фантазий. Пока Росомаха меняет машину, на отель нападают Риверы — команда солдат-киборгов Пирса, но Ксавьер очередным приступом телепатически парализует всех людей в отеле. Немного приспособившийся к таким парализующим приступам Росомаха убивает нападавших и героям удаётся покинуть отель и город.
По дороге они помогают семье фермеров, которые дают приют беглецам. Ночью Логан уходит с хозяином дома починить водопроводную трубу и, пока его нет дома, Ксавьер просыпается и, видя в полутьме похожий на Росомаху силуэт, признаётся ему в кратком порыве самоосознания, что вспомнил прошлое — год назад почти все Люди Икс погибли из-за его парализующего приступа. Но оказывается, что его слушал не Росомаха, а Икс-24, его клон, которого тихонько привёз на ферму доктор Зандер Райс, глава проекта. Клон ранит Ксавьера, убивает всю семью фермеров и похищает Лору. Логан вытаскивает раненого Чарльза из дома, но его рана смертельна: профессор погибает. Росомаха впадает в ярость и вступает в бой с Икс-24. В это время пленённый Калибан сумел добраться до гранат и жертвуя собой подрывает фургон в надежде убить Пирса. Будучи более сильным и неистовым, Икс-24 берёт верх в схватке. Отец семейства фермеров сбивает Икс-24 на машине и добивает из дробовика. После этого он пытается пристрелить Логана, но патроны кончаются, и мужчина падает замертво, а Логан и Лора сбегают вместе с телом Ксавьера в багажнике.
После погребения Ксавьера у реки Логан идёт к машине, которую пытается завести, но она не заводится. Он открывает капот, чтобы посмотреть, в чём проблема и, скорее всего, не понимая в чём, он достаёт лопату из багажника и начинает в истерике бить машину. После чего падает в усталости на дорогу и теряет сознание. Смотря на все это, Лора услышала лай собаки у реки. Обернувшись, она увидела мужчину, который приехал на рыбалку, и ясно, что Лора планирует угнать автомобиль рыбака.
Логан просыпается в местной больнице, на его теле видны раны от Х-24, которые уже плохо регенерируют, так как Логан стареет и его адамантиевый скелет отравляет его, о чём ему говорит врач, который просит пройти обследование или предлагает свою помощь, так как он знает, что тот необычный человек и он всю жизнь хотел встретить такого, как Логан. Логан отказывается от помощи и говорит, что он знает, что его внутри что-то отравляет. Очевидно, он готов к смерти и жаждет её.
Лора впервые заговаривает в машине, которую она украла у рыбака и заставляет Росомаху доставить её в Эдем. По дороге силы оставляют Логана, но Лора сама садится за руль и отвозит их до места, где собрались все спасшиеся дети-мутанты, которых возглавляет Риктор. Логан отказывается от предложенных ему денег. Пока он спит, дети ради шутки стригут его бороду, усы и бакенбарды так, что внешний вид Росомахи начинает напоминать его образ из предыдущих фильмов; Логан, посмотревшись в зеркало, говорит детям, что это не смешно.
Росомаха хочет покинуть детей, но обнаруживает, что тех преследуют Риверы. Логан принимает оставленную ему детьми экспериментальную сыворотку, повышающую способности, с вновь усиленной регенерацией догоняет отряд солдат и вместе с Лорой убивает их, спасая детей. Действие сыворотки кончается, и доктор Зандер, который оказывается сыном человека, давшего Росомахе адамантиевый скелет, раскрывает, что это он повинен в исчезновении мутантов (он разработал специальный, ослабляющий способности мутантов, ген, который был введён в еду по всей планете), и уговаривает Росомаху сдаться, но тот стреляет ему в шею из пистолета. Пирс выпускает Икс-24, Росомаха и Лора сражаются с ним, пока другие дети-мутанты убивают Пирса. Риктор, используя свои способности мутанта, поднимает в воздух огромный грузовик и обрушивает на клона, но тот оказывается невероятно сильным и выбирается из-под грузовика, после чего всаживает в Логана когти и тащит назад. Пока дети убегают дальше, Лора бежит на помощь Росомахе, но Икс-24 смертельно ранит Логана, насадив его на лежащее дерево. Клона убивает Лора, выстрелив в того адамантиевой пулей, которую Росомаха хранил годами на случай, если решит совершить самоубийство. Также он упоминал, что оставил её в память о том, что отравляет его изнутри, не давая регенерировать. Перед смертью Логану удаётся разделить с Лорой отцовские чувства и призвать девочку не быть оружием и не быть убийцей, каким был он.
На похоронах Лора цитирует слова из любимого фильма Ксавьера «Шейн», которые они вдвоём посмотрели в отеле. После похорон спасённые Росомахой дети продолжают свой путь, чтобы пересечь канадскую границу и попасть в безопасное место. Перед уходом Лора наклоняет крест над могилой Логана так, что он изображает букву «X».

## В ролях
| Актёр             | Роль                                       |
| ----------------- | ------------------------------------------ |
| Хью Джекман       | Джеймс «Логан» Хоулетт / Росомаха / Икс-24 |
| Патрик Стюарт     | Чарльз Ксавьер / Профессор Икс             |
| Бойд Холбрук      | Дональд Пирс                               |
| Стивен Мерчант    | Калибан                                    |
| Ричард Э. Грант   | доктор Зандер Райс                         |
| Дафни Кин         | Лора / Икс-23                              |
| Эрик Ла Саль      | Уилл Мансон                                |
| Элиз Нил          | Кэтрин Мансон                              |
| Элизабет Родригес | Габриэла                                   |
| Куинси Фаус       | Нейт Мансон                                |
| Дорис Моргадо     | Мария                                      |
| Дэвид Кэллоуэй    | Дэнни Роудс                                |
| Хан Сото          | Лакей                                      |
| Джейсон Генао     | Риктор                                     |
| Кшиштоф Сошиньски | Ирокез                                     |
| Даниэл Бернхардт  | Костолом                                   |

## Создание
В ноябре 2013 года, через несколько месяцев после выхода фильма «Росомаха: Бессмертный», студия 20th Century Fox начала переговоры с режиссёром Джеймсом Мэнголдом насчёт создания третьего сольного фильма о Росомахе. Мэнголд дал согласие и заявил, что работа начнётся после фильма «Люди Икс: Апокалипсис». Майкл Грин и Дэвид Джеймс Келли были назначены сценаристами. Также было подтверждено, что в фильме появится Профессор Икс, роль которого исполнит Патрик Стюарт.
28 марта 2015 года на своей странице в Instagram Хью Джекман намекнул, что фильм будет основан на серии комиксов «Старик Логан».
В апреле 2016 года Бойд Холбрук получил в фильме роль наёмника Дональда Пирса. Также роли в фильме получили Стивен Мерчант, Эрик Ла Саль и Элиз Нил. Милли Бобби Браун прослушивалась на роль Лоры.
Позднее Саймон Кинберг подтвердил, что события фильма происходят в будущем и что сцена после титров из «Апокалипсиса» объясняет, как была создана Икс-23.
Хью Джекман так отозвался о смысле фильма: «Проживаем ли мы историю успеха или поражения, каждому рано или поздно приходится добиваться мира с самим собой. Надо понять, что мы принесли окружающим и как мы уйдём — спокойно или крича и брыкаясь, как родились на свет? Каждый может почувствовать это в себе<…> Но мы снимали взрослый фильм о жизненном опыте и смерти, а ещё о ценности жизни и о том, как её определить. Таких фильмов всё-таки мало».
В марте 2015 года один из фанатов в твиттере задал вопрос Джеймсу Мэнголду, в котором тот спросил о дате начала съёмок. Мэнголд сообщил, что съёмки начнутся в начале 2016 года. В феврале 2016 года было сказано, что съёмки запланированы на 25 апреля. 9 мая Кинберг подтвердил, что съёмки уже начались. 20 августа съёмки подошли к концу. 5 октября был представлен первый постер и объявлено возвращение мутанта Калибана в исполнении Стивена Мерчанта.

## Маркетинг
В апреле 2016 года на San Diego Comic-Con International состоялась презентация. 20 октября 2016 года вышел первый трейлер.
19 января 2017 года вышел финальный трейлер.

## Критика
Фильм получил высокие оценки мировой кинопрессы: на сайте Rotten Tomatoes его рейтинг составляет 93 % на основе 336 рецензий со средним баллом 7,9/10, на сайте Metacritic фильм получил 77 из 100 на основе рецензий 51 критика.
В России фильм был также высоко оценён кинокритиками. Драматический накал фильма и его трагичность отмечают издания «Игромания», «Российская газета», «Афиша», «Мир фантастики» (последний позже объявил «Логана» «фильмом года»), «Медуза», Film.ru. Из критиков, не оценивших фильм высоко, стоит отметить Алексея Литовченко из «Российской газеты», который «не увидел новаторства в фильме и не оценил попытку сделать из комикса серьёзное кино».

## Награды и номинации
| Год  | Премия                              | Категория                            | Номинанты                               | Результат |
| ---- | ----------------------------------- | ------------------------------------ | --------------------------------------- | --------- |
| 2017 | MTV Movie & TV Awards               | Лучший фильм                         |                                         | Номинация |
| 2017 | MTV Movie & TV Awards               | Лучшая мужская роль                  | Хью Джекман                             | Номинация |
| 2017 | MTV Movie & TV Awards               | Лучший экранный дуэт                 | Хью Джекман, Дафни Кин                  | Победа    |
| 2017 | Национальный совет кинокритиков США | Топ 10 лучших фильмов года           |                                         | Победа    |
| 2018 | «Оскар»                             | Лучший адаптированный сценарий       | Скотт Фрэнк, Джеймс Мэнголд, Майкл Грин | Номинация |
| 2018 | «Выбор критиков»                    | Лучший экшн-фильм                    |                                         | Номинация |
| 2018 | «Выбор критиков»                    | Лучшая мужская роль второго плана    | Патрик Стюарт                           | Номинация |
| 2018 | «Выбор критиков»                    | Лучший молодой актёр или актриса     | Дафни Кин                               | Номинация |
| 2018 | «Сатурн»                            | Лучший фильм, основанный на комиксах |                                         | Номинация |
| 2018 | «Сатурн»                            | Лучшая мужская роль                  | Хью Джекман                             | Номинация |
| 2018 | «Сатурн»                            | Лучшая мужская роль второго плана    | Патрик Стюарт                           | Победа    |
| 2018 | «Сатурн»                            | Лучший молодой актёр или актриса     | Дафни Кин                               | Номинация |
| 2018 | «Сатурн»                            | Лучший сценарий                      | Скотт Фрэнк, Джеймс Мэнголд, Майкл Грин | Номинация |
| 2018 | «Сатурн»                            | Лучший монтаж                        | Майкл Маккаскер, Дирк Уэстервелт        | Номинация |
| 2018 | «Спутник»                           | Лучший звук                          |                                         | Номинация |
| 2018 | Премия Гильдии киноактёров США      | Лучший каскадёрский состав           |                                         | Номинация |
| 2018 | Премия Гильдии сценаристов США      | Лучший адаптированный сценарий       | Джеймс Мэнголд, Скотт Фрэнк, Майкл Грин | Номинация |

## Будущее
Следующий фильм
27 сентября 2022 года было подтверждено, что Хью Джекман вернётся к роли Росомахи в предстоящем фильме о Дэдпуле, входящим в Кинематографическую вселенную Marvel.
Исполнитель роли Дэдпула Райан Рейнольдс и Джекман объяснили, что фильм не будет перекликаться с событиями картины «Логан», где персонаж умирает, назвав «Дэдпул 3» отдельной историей, действия которой будут происходить до событий «Логана». Джекман сообщил, что возвращение Логана станет результатом повествовательного приёма, с помощью которого Marvel Studios будет перемещаться по временным отрезкам, при этом не затрагивая сюжет «Логана», что для него было крайне важно. В ноябре 2022 году Рейнольдс упомянул проект как «фильм о Дэдпуле и Росомахе». Джекман описал Логана и Дэдпула в «Дэдпуле 3» как две противоположности с «динамикой, построенной на распрях» и раздражающей Логана.
Также в фильме появится Дафни Кин в роли повзрослевшей Икс-23.
Фильм об Икс-23
В феврале 2017 года Джеймс Мангольд заявил, что есть вероятность появления Лоры/Икс-23 в будущих фильмах. В этом же месяце продюсер «Логана» Саймон Кинберг сказал, что сольный фильм для Икс-23 находится в разработке. К октябрю того же года сценарий был написан в соавторстве с Джеймсом Мангольдом и Крэйгом Кайлом.